# Dialeurodes
Genre
Dialeurodes est un genre d'insectes de l'ordre des hémiptères (les hémiptères sont caractérisés par leurs deux paires d'ailes dont l'une, en partie cornée, est transformée en hémiélytre).

## Liste des espèces
- Dialeurodes chittendeni
- Dialeurodes citri
- Dialeurodes citrifolii (Morgan, 1893) - aleurode des Citrus
- Dialeurodes kirkaldyi (Kotinsky, 1907)
- Dialeurodes setiger